# La Revanche d'un homme nommé Cheval
Série
Un homme nommé cheval
(1970) Le Triomphe d'un homme nommé cheval
(1983)
Pour plus de détails, voir Fiche technique et Distribution.
La Revanche d'un homme nommé Cheval (titre original : The Return of a Man Called Horse) est un film américain d'Irvin Kershner sorti en 1976. Il fait suite à Un homme nommé cheval (1970) et précède Le Triomphe d'un homme nommé cheval (1983).

## Synopsis
Lord John Morgan est de retour dans l'Ouest américain. Alors qu'il retrouve la tribu de Yellow hands qui l'a autrefois accueilli, il apprend que celle-ci est menacée d'extinction...

## Fiche technique
- Titre original : The Return of a Man Called Horse
- Réalisation : Irvin Kershner
- Scénario : Jack DeWitt d'après les personnages créés par Dorothy M. Johnson
- Directeur de la photographie : Owen Roizman
- Montage : Michael Kahn
- Musique : Laurence Rosenthal
- Costumes : Richard La Motte et Yvonne Wood
- Décors : W. Stewart Campbell
- Production : Terry Morse Jr.
- Genre : Western
- Pays de production :  États-Unis
- Durée : 129 minutes
- Dates de sortie :
  - États-Unis : 28 juin 1976 (New York), 4 août 1976
  - France : 2 février 1977
- Affiche : Jouineau Bourduge (France)

## Distribution
- Richard Harris (VF : Gabriel Cattand) : Lord John Morgan « Shunkawakan » (le « Cheval »)
- Gale Sondergaard (VF : Germaine Delbat) : Elk Woman (« Vieille indienne Main Blanche »)
- Geoffrey Lewis (VF : Guy Montagné) : Zenas
- William Lucking : Tom Gryce
- Jorge Luke : Running Bull
- Jorge Russek : le forgeron
- Claudio Brook : Chemin de Fer
- Enrique Lucero (es) (VF : Roger Rudel) : le sorcier
- Regino Herrera : Lame Wolf
- Pedro Damián : Standing Bear